# Dhupguri

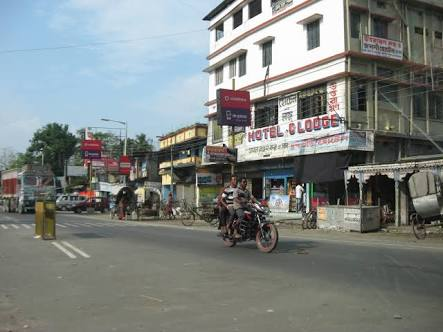
Cidade de Dhupguri

Dhupguri é uma vila no distrito de Jalpaiguri, no estado indiano de Bengala Ocidental.

## Demografia
Segundo o censo de 2001, Dhupguri tinha uma população de 37 998 habitantes. Os indivíduos do sexo masculino constituem 53% da população e os do sexo feminino 47%. Dhupguri tem uma taxa de literacia de 73%, superior à média nacional de 59,5%: a literacia no sexo masculino é de 78% e no sexo feminino é de 67%. Em Dhupguri, 12% da população está abaixo dos 6 anos de idade.